# غاري رويت
غاري رويت (6 مارس 1974 في المملكة المتحدة - ) (بالإنجليزية: Gary Rowett)‏ هو مدرب كرة قدم ولاعب كرة قدم بريطاني في مركز الدفاع. لعب مع برمنغهام سيتي وتشارلتون أثلتيك وديربي كاونتي وكامبريدج يونايتد وليستر سيتي ونادي إيفرتون ونادي بلاكبول ونادي بيرتن ألبيون.

## وصلات خارجية
- غاري رويت على موقع قاعدة بيانات كرة القدم.إي يو (الإنجليزية)
- غاري رويت على موقع Soccerbase.com (لاعب) (الإنجليزية)
- غاري رويت على موقع عالم كرة القدم.نت (الإنجليزية)